# Steinkräuter
Die Pflanzengattung Steinkräuter (Alyssum) gehört zur Familie der Kreuzblütengewächse (Brassicaceae).

## Beschreibung

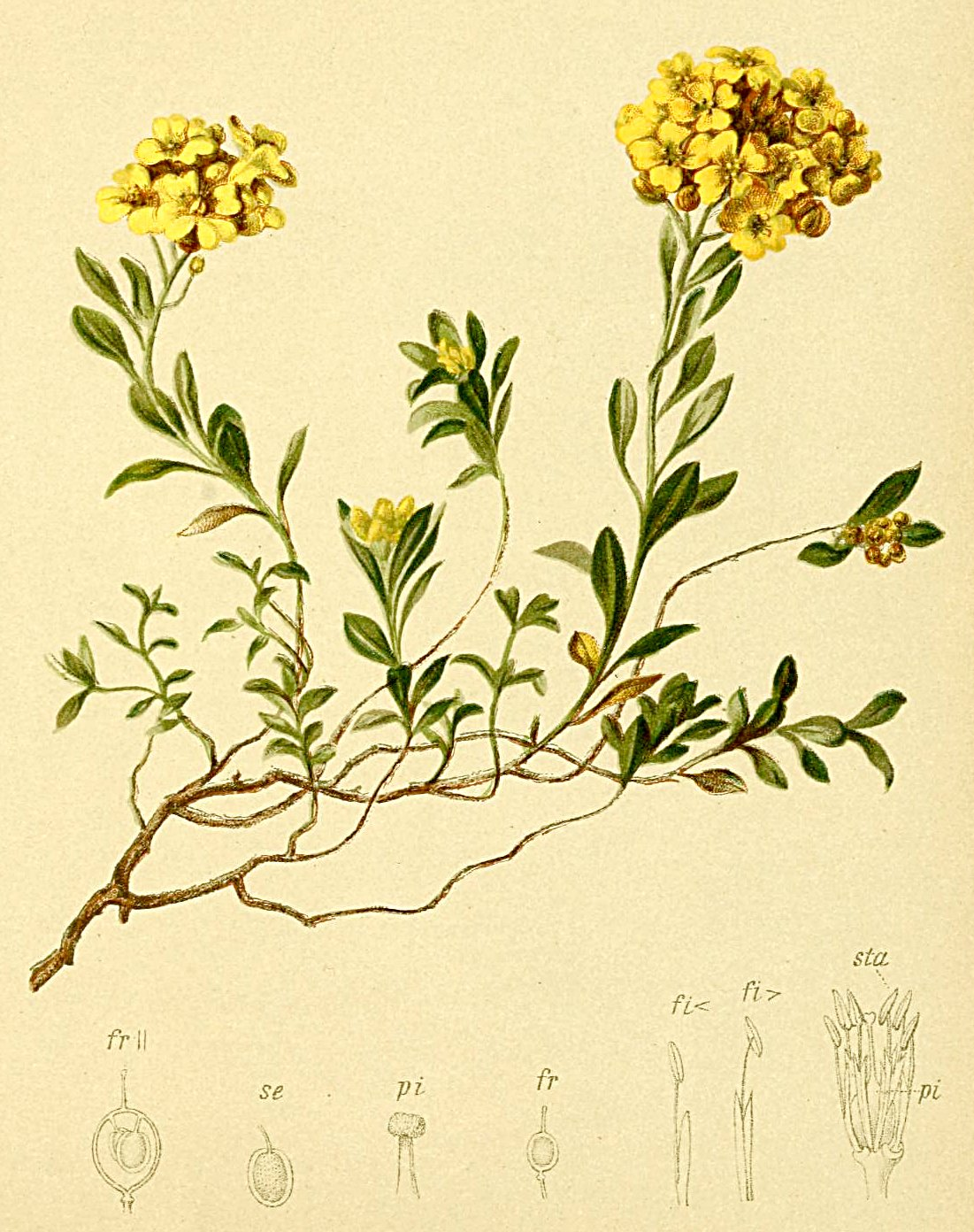
Illustration von Alyssum cuneifolium aus Atlas der Alpenflora

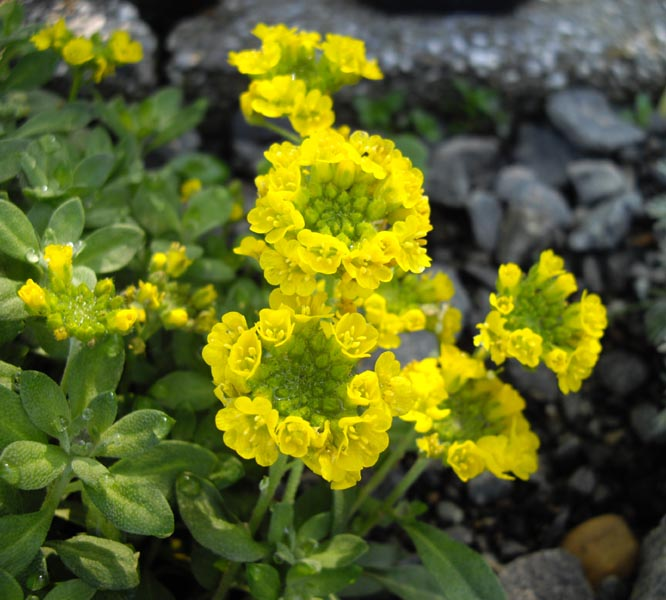
Schirmtraubige Blütenstände des Wulfen-Steinkrautes (Alyssum wulfenianum)

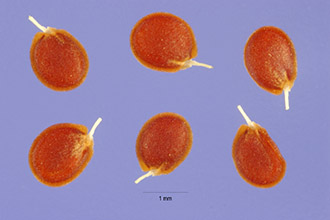
Samen des Kelch-Steinkrautes (Alyssum alyssoides)

### Vegetative Merkmale
Alyssum-Arten wachsen als ein-, zweijährige oder ausdauernde krautige Pflanzen, selten Halbsträucher und erreichen Wuchshöhen von 8 bis 100 Zentimetern. Die Wurzel ist dünn und spindelförmig ausgebildet. Oberirdische Pflanzenteile besitzen meist sitzende Sternhaare oder selten einfache Haare (Trichome). Die aufrechten, aufsteigenden oder liegenden Stängel können verzweigt oder unverzweigt sein.
Die gestielten oder sitzenden Laubblätter sind in grundständigen Rosetten und/oder wechselständig am Stängel verteilt angeordnet. Die einfachen Blattspreiten sind ganzrandig.

### Generative Merkmale
Traubige Blütenstände stehen einzeln oder in schirmtraubigen oder rispigen Gesamtblütenständen zusammen und enthalten wenige bis viele Blüten. Die Blütenstiele sind dünn oder gedrungen.
Die zwittrigen Blüten sind radiärsymmetrisch und vierzählig mit doppelter Blütenhülle (Perianth). Die vier Kelchblätter sind eiförmig bis länglich. Die vier Kronblätter sind gelb, weiß oder selten rosafarben. Es sind sechs Staubblätter vorhanden. Die Staubfäden können ein-, beidseitig oder nicht geflügelt sein und es können Anhängsel vorhanden sein oder sie sind gezähnt. Die Staubbeutel sind eiförmig oder länglich. Es sind vier Nektardrüsen vorhanden, eines auf jeder Seite der seitlichen Staubblätter, aber es sind keine mittleren Nektardrüsen vorhanden. In jedem Fruchtknoten befinden sich in apikaler oder parietaler Plazentation ein oder zwei (selten vier bis acht) Samenanlagen. Die Narbe ist kopfig.
Die gestielten Schötchen sind meist sehr flach und je nach Art unterschiedlich geformt. mit geflügelten oder ungeflügelten Samen gebildet. Auf den flaumig behaarten oder glatten Klappen befinden sich keine Nerven. Das Replum ist gerundet. Das breite Septum ist vollständig ausgebildet, häutig und ohne Nerven. Die in zwei Reihen oder ohne Reihen liegenden Samen sind abgeflacht, mehr oder weniger kreis- bis eiförmig und können Flügel besitzen. Der Samenmantel kann glatt oder leicht netzartig sein.

## Systematik und Verbreitung
Der Gattungsname Alyssum wurde 1753 durch Carl von Linné in Species Plantarum, Tomus II, S. 650–652 erstveröffentlicht. Typusart ist Alyssum montanum L. Synonyme für Alyssum L. sind: Gamosepalum Hausskn., Psilonema C.A.Mey., Ptilotrichum C.A.Mey. Der Gattungsname Alyssum leitet sich vom griechischen a- für „nicht oder ohne“ und lyssa für „Tollwut oder Wahnsinn“ ab. 
Die Gattung Alyssum gehört zur Tribus Alysseae in der Familie Brassicaceae.
Die Areale der Alyssum-Arten liegen hauptsächlich in Südosteuropa, Südwestasien und Nordafrika. Ein Schwerpunkt der Artenvielfalt ist der Mittelmeerraum. Einige Arten sind in vielen Gebieten der Welt Neophyten.
| Seit 2015 gibt es nur noch etwa 114 Alyssum-Arten : |
| - Alyssum aizoides Boiss.: Sie kommt in der Türkei und im Iran vor. - Kelch-Steinkraut oder Gemeines Steinkraut (Alyssum alyssoides (L.) L., Syn.: Alyssum calycinum L., Alyssum campestre (L.) L., Alyssum minus Rothm., Clypeola alyssoides L., Clypeola campestris L.) - Alyssum andinum Rupr.: Sie kommt im Kaukasusraum vor. - Alyssum argyrophyllum Schott & Kotschy: Sie kommt nur in der südlichen Türkei vor. - Alyssum armenum Boiss.: Sie kommt nur in Armenien vor. - Alyssum artwinense N.Busch: Sie kommt in der Türkei vor. - Alyssum atlanticum Desf.: Sie kommt in Marokko, Algerien, Tunesien, Libyen und in Spanien vor. - Alyssum aurantiacum Boiss.: Sie kommt in der Türkei vor. - Alyssum austrodalmaticum Trinajstic: Sie kommt nur in Kroatien vor. - Alyssum baumgartnerianum Bornm. ex Jos.Baumgartner: Sie kommt in der Türkei, im Libanon, Syrien, Israel und im Iran vor. - Alyssum blancheanum Gomb.: Sie kommt im Gebiet von Syrien und Libanon vor. - Alyssum bornmuelleri Hausskn. ex Degen: Sie kommt in der Türkei vor. - Alyssum bosniacum Beck: Sie kommt in Bosnien und Herzegowina vor. - Alyssum bulbotrichum Hausskn. & Bornm.: Sie kommt in der Türkei vor. - Alyssum cacuminum Španiel, Marhold & Lihová: Sie wurde 2014 erstbeschrieben und kommt in Frankreich und Spanien vor. - Alyssum caespitosum Jos.Baumgartner: Sie kommt nach Euro+Med in der Türkei vor. - Alyssum cephalotes Boiss. Sie kommt nur in Bulgarien vor. - Alyssum contemptum Schott & Kotschy: Sie kommt im Gebiet von Syrien und Libanon vor. - Alyssum corningii T.R.Dudley: Sie kommt in der Türkei vor. - Alyssum cuneifolium Ten.: Sie kommt in Spanien, Frankreich, Italien, in Bulgarien und in Griechenland vor. - Alyssum dagestanicum Rupr.: Sie kommt nach Euro+Med in Kreta vor. - Alyssum damascenum Boiss. & Gaill.: Sie kommt im Gebiet von Syrien und Libanon und im Gebiet von Israel und Jordanien vor. - Alyssum dasycarpum Stephan ex Willd.: Sie kommt in Westasien, im Kaukasusraum, in Kasachstan, Russland, Pakistan und in Xinjiang vor. - Alyssum diffusum Ten.: Es gibt etwa drei Unterarten: - Alyssum diffusum Ten. subsp. diffusum: Sie kommt in Spanien, Frankreich und Italien vor und ist in Griechenland ein Neophyt. - Alyssum diffusum subsp. calabricum Španiel, Marhold, N.G.Passal. & Lihová: Sie wurde 2011 aus Italien erstbeschrieben. - Alyssum diffusum subsp. garganicum Španiel, Marhold, N.G.Passal. & Lihová: Sie wurde 2011 aus Italien erstbeschrieben. - Alyssum djurdjurae Chabert: Sie kommt in Algerien vor. - Alyssum doerfleri Degen: Sie kommt in Griechenland und in Nordmazedonien vor. - Alyssum erosulum Gennari & Pestal. ex Clementi (Syn.: Alyssum suffrutescens Boiss.): Sie kommt in der Türkei vor. - Alyssum fastigiatum Heywood: Sie kommt nur in Spanien vor. - Alyssum flexicaule Jord.: Sie kommt in Frankreich vor. - Alyssum foliosum Bory & Chaub.: Sie kommt in Griechenland, Kreta, Nordmazedonien und in der europäischen und asiatischen Türkei vor. - Alyssum fulvescens Sm.: Sie kommt in zwei Varietäten auf Inseln in der Ägäis vor. - Alyssum fulvescens Sm. var. fulvescens - Alyssum fulvescens var. stellatocarpum Hub.-Mor. - Alyssum gallaecicum (S.Ortiz) Španiel, Marhold, Lihová: Sie kommt in Spanien vor. - Alyssum gmelinii Jord. & Fourr. - Alyssum granatense Boiss. & Reut.: Sie kommt in Marokko, Algerien, Tunesien, Libyen, Spanien und Portugal vor. - Alyssum gustavssonii Hartvig: Sie kommt in Griechenland vor. - Alyssum hajastanum Avet.: Sie kommt nur in Armenien vor. - Alyssum handelii Hayek: Sie kommt nur in Griechenland vor. - Alyssum harputicum T.R.Dudley: Sie kommt in der Türkei vor. - Alyssum hezarmasjedense Kavousi & Nazary: Sie wurde 2014 aus dem Iran erstbeschrieben. - Rauhaariges Steinkraut (Alyssum hirsutum M.Bieb.): Sie kommt in Ost- und Südosteuropa, im Kaukasusraum, in der Türkei, im Iran und in Turkmenistan vor. - Alyssum idaeum Boiss. & Heldr.: Dieser Endemit kommt nur auf Kreta vor. - Alyssum iljinskae V.I.Dorof.: Sie kommt in der Ukraine vor. - Alyssum iranicum Hausskn. ex Jos.Baumgartner: Sie kommt nach Euro+Med im Gebiet von Syrien und Libanon und im Gebiet von Israel und Jordanien vor. - Alyssum kaynakiae Yılmaz: Sie wurde 2012 aus der Türkei erstbeschrieben. - Alyssum lanceolatum Jos.Baumgartner - Alyssum lassiticum Halacsy: Dieser Endemit kommt nur auf Kreta vor. - Alyssum lepidoto-stellatum (Hausskn. & Bornm.) T.R.Dudley: Sie kommt in der Türkei vor. - Alyssum lepidotum Boiss.: Sie kommt in der Türkei vor. - Alyssum loiseleurii P.Fourn. (Syn.: Alyssum arenarium Loisel.): Sie kommt in Spanien und Frankreich vor. - Alyssum lycaonicum (O.E.Schulz) T.R.Dudley: Sie kommt in der Türkei vor. - Alyssum macrocalyx Coss. & Durieu: Sie kommt in Marokko vor. - Alyssum macropodum Boiss. & Balansa: Sie kommt in der Türkei vor. - Alyssum minutum Schltdl. ex DC.: Sie kommt in Marokko, Algerien, in Süd- und Osteuropa, in Westasien und im Kaukasusraum vor. - Alyssum misirdalianum Orcan & Binzet: Sie wurde 2009 aus der Türkei erstbeschrieben. - Alyssum moellendorfianum Asch. ex Beck: Sie kommt nur in Bosnien und Herzegowina vor. - Berg-Steinkraut (Alyssum montanum L. nom. cons.): Es gibt etwa vier Unterarten. - Alyssum mouradicum Boiss. & Balansa: Sie kommt im Gebiet von Syrien und Libanon vor. - Alyssum mozaffarianii Kavousi: Sie wurde 2001 aus dem Irane erstbeschrieben. - Alyssum muelleri Boiss. & Buhse: Sie kommt nur in Armenien vor. - Alyssum neglectum Magauer, Frajman & Schönswetter: Sie wurde 2014 aus Österreich erstbeschrieben. - Alyssum ochroleucum Boiss. & A.Huet: Sie kommt in der Türkei vor. - Alyssum orophilum Jord. & Fourr.: Sie kommt in Frankreich vor. - Alyssum paphlagonicum (Hausskn.) T.R.Dudley: Sie kommt in der Türkei vor. - Alyssum persicum Boiss. - Alyssum pirinicum (Stoj. & Acht.) Ančev: Sie kommt nur in Bulgarien vor. - Alyssum pluscanescens (Raim. ex Jos.Baumgartner) Španiel, Lihová & Marhold: Sie kommt nach in Österreich, Kratine, Slowenien und Rumänien vor. - Alyssum pogonocarpum Carlström: Sie kommt nur auf Inseln in der Ägäis vor. - Alyssum praecox Boiss.: Sie kommt nur in der Türkei vor. - Alyssum propinquum Jos.Baumgartner: Sie kommt nur in der südlichen Türkei vor. - Alyssum pseudomouradicum Hausskn. & Bornm. ex Jos.Baumgartner: Sie kommt nur in der nördlichen Türkei vor. - Alyssum reiseri Velen.: Sie kommt nur in Bulgarien vor. - Siebenbürger Steinkraut oder Kriechendes Steinkraut (Alyssum repens Baumg.): Es kommt in Südosteuropa, in Österreich, in der Ukraine, in Westasien und im Kaukasusraum vor und ist in Tschechien ein Neophyt. - Alyssum rhodanense Jord. & Fourr.: Sie kommt in Frankreich vor. - Alyssum rostratum Steven: Sie kommt in Bulgarien, Rumänien, Moldawien, in der Ukraine und im europäischen Russland vor. - Alyssum siculum Jord.: Sie kommt in Griechenland, auf Kreta und Sizilien vor. - Alyssum simplex Rudolphi (Syn.: Alyssum campestre auct., Alyssum micranthum C.A.Mey., Alyssum minus auct., Alyssum minus var. micranthum (C.A.Mey.) T.R.Dudley, Clypeola minor L. nom. inval.): Sie kommt in Nordafrika, in Süd- und Osteuropa, in Westasien, im Kaukasusraum, in Zentralasien und in Xinjiang vor und ist in Nordamerika und in der Schweiz ein Neophyt. - Alyssum simulans Runemark ex Hartvig: Sie kommt in Griechenland vor. - Alyssum smyrnaeum C.A.Mey.: Sie kommt in Griechenland, Kreta, auf der Krim und in der europäischen und asiatischen Türkei vor. - Alyssum sphacioticum Boiss. & Heldr.: Dieser Endemit kommt nur auf Kreta vor. - Alyssum stapfii Vierh.: Sie kommt in der Türkei, in Syrien, im Irak, Iran und Afghanistan vor. - Alyssum stribrnyi Velen.: Sie kommt nach Euro+Med in Serbien, Nordmazedonien, Griechenland, Bulgarien, Rumänien und in der Türkei vor. - Alyssum strictum Willd.: Sie kommt in der Türkei, in Armenien, Syrien, im Irak und im Iran vor. - Alyssum strigosum Banks & Sol.: Es gibt etwa zwei Unterarten: - Alyssum strigosum Banks & Sol. subsp. strigosum: Sie kommt in Spanien, in Südosteuropa, auf der Krim und in Westasien vor. - Alyssum strigosum subsp. cedrorum (Schott & Kotschy) T.R.Dudley: Sie kommt nur im Gebiet von Syrien und Libanon vor. - Alyssum sulphureum T.R.Dudley & Hub.-Mor.: Sie kommt nach Euro+Med im Gebiet von Syrien und Libanon vor. - Alyssum szovitsianum Fisch. & C.A.Mey. (Syn.: Alyssum stenostachyum Botsch. & Vved.): Sie kommt in der Türkei, in Syrien, im Libanon, Irak, Iran, Afghanistan, Pakistan, Aserbaidschan und Turkmenistan vor. - Alyssum taygeteum Heldr.: Sie kommt nur in Griechenland vor. - Alyssum trichocarpum T.R.Dudley & Hub.-Mor.: Sie kommt nur in der Türkei vor. - Alyssum trichostachyum Rupr.: Sie kommt nach Euro+Med auf der Balkanhalbinsel, in der Türkei, im Kaukasusraum und in der Ukraine vor. - Alyssum turkestanicum Regel & Schmalh.: Sie kommt in Afghanistan, Pakistan und im Iran vor. - Alyssum umbellatum Desv.: Sie kommt in Griechenland, Nordmazedonien, Bulgarien, auf der Krim, in der Türkei und auf Zypern vor. - Alyssum vernale Kit. ex Hornem. - Alyssum wierzbickii Heuff.: Sie kommt in Serbien, Kroatien, Bulgarien und Rumänien vor. - Alyssum wulfenianum Willd.: Es gibt etwa zwei Unterarten: - Wulfen-Steinkraut (Alyssum wulfenianum Willd. subsp. wulfenianum): Es kommt in Österreich und Slowenien vor. - Obir-Steinkraut (Alyssum wulfenianum subsp. ovirense (A.Kern.) Magauer, Schönswetter & Frajman, Syn.: Alyssum ovirense A.Kern., Alyssum heinzii Ullep.) Es kommt in Österreich, Italien, Slowenien, Bosnien und Herzegowina und Montenegro vor. - Alyssum xanthocarpum Boiss.: Sie kommt in der Türkei, in Armenien und in Syrien vor. |

Einige Arten gehören nicht mehr in die Gattung Alyssum:
- Alyssum saxatile L. → Felsen-Steinkraut (Aurinia saxatilis (L.) Desv.)
- Alyssum maritimum L. → Lobularia maritima L.

2015 wurden etwa 87 Arten aus der Gattung Alyssum in die Gattung Odontarrhena C.A.Mey. ex Ledeb. gestellt.